# Manuel Henrique Dias
Manuel Henrique Dias (São Roque do Pico, 23 de julho de 1867 — Cais do Pico, 2 de maio de 1902) foi um poeta parnasiano, prosador e publicista que residiu no lugar do Cais do Pico, ilha do Pico. Fundou em 1885 o semanário O Pico, dirigindo-o durante alguns anos.

## Biografia
Nasceu no lugar de Cais do Pico, na vila de São Roque do Pico, filho de Francisco da Rosa Lucas e de Maria Bernarda Dias, um casal de posses modestas. Apesar da sua reconhecida grande inteligência e sensibilidade, as posses da família não permitiram que estudasse para além dos quatro anos do ensino primário que então era ministrados na sua vila natal. Tal não impediu que atingisse uma requintada cultura, demonstrada nos seus escritos, fruto de um notável percurso de autodidacta.
Empregou-se como escrevente no cartório notarial de São Roque do Pico, num trabalho que pouco lhe rendia. Paralelamente dedicou-se ao jornalismo, fundando e editando pelo menos dois periódicos em São Roque do Pico, o que levou a que tivesse envolvimento na política local: em colaboração com Domingos Machado Soares fundou o semanário O Pico, com primeira edição em 17 de Maio de 1885 e onde está publicada alguma da sua poesia; no ano seguinte foi redactor e proprietário de O Independente, aparecido em São Roque em 28 de Fevereiro de 1886. Para além destes periódicos, publicou em outros jornais, com destaque para os picoenses e para aqueles que à época se publicavam na cidade da Horta.
Publicou em 1889, em Lisboa, o seu primeiro e único livro de versos, intitulado Harpejos, Primeiros Versos, no qual se revelou um poeta sentimental e ardente. No prólogo da obra escreve: «Principiei a fazer versos aos quinze anos, sem instrução literária, sem conhecimento das regras de arte, sem leitura quase, sem nada, enfim, que pudesse auxiliar-me.»
Um dos seus biógrafos, Manuel Greaves, a obra de Manuel Henrique Dias tem excelentes poemas em Harpejos, mas a sua obra principal apareceria depois, no excelente trabalho poético que deixou disperso pelos periódicos faialenses e picoenses, com reflexos na imprensa de outras terras. Ruy Galvão de Carvalho, na sua antologia da poesia açoriana, considera a poesia de Manuel Henrique Dias como de acento pessimista, de um subjectivismo que chega a ser, por vezes, intensamente dramático: amores frustrados, preconceitos sociais, amargas desilusões... Refugiou-se na poesia.
Suicidou-se aos 34 anos de idade, lançando-se ao mar, no sítio da Furna, no Cais do Pico. Parte da sua obra foi publicada postumamente por iniciativa e Manuel Greaves, com destaque para Coisas e Loisas, publicado na Horta em 1902.

## Obra
Manuel Henrique Dias deixou a maior parte da sua obra dispersa pelos periódicos açorianos, com destaque para aqueles que se publicavam nas ilhas do Pico e do Faial:
- Harpejos, Primeiros Versos, 1884-1887. Lisboa, Typographia de Eduardo Roza, 1889.
- Coisas e Loisas, O Telégrafo, Horta, 1902.